# 阿部政康
阿部 政康（あべ まさやす、1930年（昭和5年）11月15日 - 2021年（令和3年）4月2日）は、日本の政治家。北海道伊達市長。

## 経歴
北海道静内郡静内町（現新ひだか町）出身。北海道庁立苫小牧工業学校卒業。
1948年（昭和23年）伊達町役場に奉職し、税務課長、農政課長、水道課長、総務課長、総務部長を経て、1983年（昭和58年）伊達市議会事務局長に就任。1987年（昭和62年）伊達市長に当選した。3期務めた。
2002年（平成14年）勲五等双光旭日章受章。
2021年（令和3年）4月2日、老衰のため死去、90歳。